# Narciso Debourg
Narciso Debourg (Caracas, 14 de marzo de 1925 - París, 23 de enero de 2022) fue un pintor, muralista y especialista en arte cinético venezolano.

## Escultor cinético
El escultor cinético se caracterizó  principalmente por realizar estructuras ópticas empleando cilindros o figuras geométricas sólidas organizadas en un plano. Perteneció al movimiento de "Los Disidentes".